# Pallamano Trieste 1993-1994
Questa pagina raccoglie i dati riguardanti la Pallamano Trieste nelle competizioni ufficiali della stagione 1993-1994.

## Rosa
| N  | Naz                | Ruolo    | Giocatore           |
| -- | ------------------ | -------- | ------------------- |
| 1  | Italia (bandiera)  | Portiere | Marion              |
| 16 | Italia (bandiera)  | Portiere | Mestriner           |
| 2  | Croazia (bandiera) | Ala      | Velenik             |
| 3  | Italia (bandiera)  | Terzino  | Piero Sivini        |
| 4  | Italia (bandiera)  | Pivot    | Giorgio Oveglia     |
| 6  | Italia (bandiera)  | Ala      | Curci               |
| 7  | Croazia (bandiera) | Ala      | Bosnjak             |
| 8  | Italia (bandiera)  | Pivot    | Claudio Schina      |
| 9  | Italia (bandiera)  | Terzino  | Kavrecich           |
| 10 | Romania (bandiera) | Terzino  | Saftescu            |
| 11 | Italia (bandiera)  | Terzino  | Pastorelli          |
| 13 | Italia (bandiera)  | Ala      | Angileri            |
| 14 | Italia (bandiera)  | Terzino  | Alessandro Tarafino |
| 15 | Italia (bandiera)  | Ala      | Marco Lo Duca       |

## Classifica
|  | Pos. | Squadra           | Pt | G  | V  | N | S  | GF  | GS  | D   | Note                                       |
|  | ---- | ----------------- | -- | -- | -- | - | -- | --- | --- | --- | ------------------------------------------ |
|  | 1.   | Trieste           | 38 | 22 | 18 | 2 | 2  | 478 | 399 | +79 | Qualificato alla Champions League 1994-95  |
|  | 2.   | Prato             | 29 | 22 | 13 | 3 | 6  | 472 | 425 | +47 | Qualificato alla EHF Cup 1994-95           |
|  | 3.   | Brixen            | 27 | 22 | 12 | 3 | 7  | 434 | 396 | +38 | Qualificato alla City Cup 1994-95          |
|  | 4.   | Bologna 1969      | 23 | 22 | 11 | 1 | 10 | 475 | 462 | +13 |                                            |
|  | 5.   | Meran             | 22 | 22 | 9  | 4 | 9  | 484 | 469 | +15 |                                            |
|  | 6.   | Modena            | 22 | 22 | 10 | 2 | 10 | 442 | 453 | -11 |                                            |
|  | 7.   | Rubiera           | 22 | 22 | 9  | 4 | 9  | 424 | 443 | -19 | Qualificato alla Coppa delle Coppe 1994-95 |
|  | 8.   | Ortigia           | 20 | 22 | 9  | 2 | 11 | 407 | 414 | -7  |                                            |
|  | 9.   | Teramo            | 20 | 22 | 8  | 4 | 10 | 406 | 433 | -27 |                                            |
|  | 10.  | Conversano        | 17 | 22 | 7  | 3 | 12 | 408 | 429 | -21 |                                            |
|  | 11.  | Mordano           | 12 | 22 | 5  | 2 | 15 | 409 | 446 | -37 | Retrocesso in Serie A2 1994-95             |
|  | 12.  | Gymnasium Bologna | 12 | 22 | 5  | 2 | 15 | 406 | 476 | -70 | Retrocesso in Serie A2 1994-95             |

### Staff
- Allenatore:  Giuseppe Lo Duca
- Allenatore in seconda:  Marco Bozzola
- Preparatore atletico:  Paolo Paoli
- Preparatore portieri:  Mario Sirotic
- Massaggiatore:  Cavallini